# Regensburg Hauptbahnhof
Regensburg Hauptbahnhof egy jelentős vasúti pályaudvar Regensburgban, Bajorországban. A város legnagyobb vasútállomása. 1859. december 12-én nyílt meg.
Az állomáson öt vasútvonal fut össze, fontos elágazó állomás Csehország és Ausztria felé.

## Forgalom
| Vonatnem             | Vonatnem | Útvonal | Gyakoriság           |
| -------------------- | -------- | --- | -------------------- |
| ICE 91               |          | Wien − Passau − Regensburg – Nürnberg – Würzburg − Frankfurt am Main – Flughafen Frankfurt am Main − Köln – Düsseldorf – Duisburg − Essen − Dortmund (− Hamburg-Altona) | Kétóránként          |
| IC 31                |          | Passau – Regensburg – Nürnberg – Würzburg − Frankfurt − Köln – Düsseldorf − Duisburg − Essen − Dortmund − Hannover − Hamburg − Kiel                                     | Egyszer naponta      |
| ALEX Nord (alex)     |          | München – Freising − Landshut − Regensburg – Schwandorf – Hof / Furth im Wald – Prága                                                                                   | Kétóránként          |
| Regional-Express     |          | München − Freising − Landshut − Regensburg – Neumarkt in der Oberpfalz − Nürnberg                                                                                       | Kétóránként          |
| Regional-Express     |          | Regensburg – Schwandorf – Amberg – Nürnberg | Kétóránként          |
| Regional-Express     |          | Regensburg – Schwandorf − Hof | Négyóránként         |
| Regional-Express     |          | Regensburg – Eggmühl – Landshut – Moosburg – Freising − München Flughafen                                                                                               | Óránként             |
| OPB1 (Oberpfalzbahn) |          | Regensburg − Schwandorf − Weiden(Oberpf) − Marktredwitz | Óránként             |
| ag (agilis)          |          | Neumarkt in der Oberpfalz − Regensburg − Straubing − Plattling (− Passau)                                                                                               | Óránként             |
| ag (agilis)          |          | (Ingolstadt Nord –) Ingolstadt Hauptbahnhof − Regensburg (− Eggmühl − Landshut)                                                                                         | Óránként             |
| ag (agilis)          |          | Ulm − Günzburg − Ingolstadt − Regensburg | Óránként/Kétóránként |

## Kapcsolódó vasútvonalak
Az állomást az alábbi vasútvonalak érintik:
- München–Regensburg-vasútvonal (KBS 930)
- Nürnberg–Regensburg-vasútvonal (KBS 880)
- Regensburg–Passau-vasútvonal (KBS 880)
- Regensburg–Oberkotzau-vasútvonal (KBS 855)
- Donautalbahn (KBS 993)

## Képek

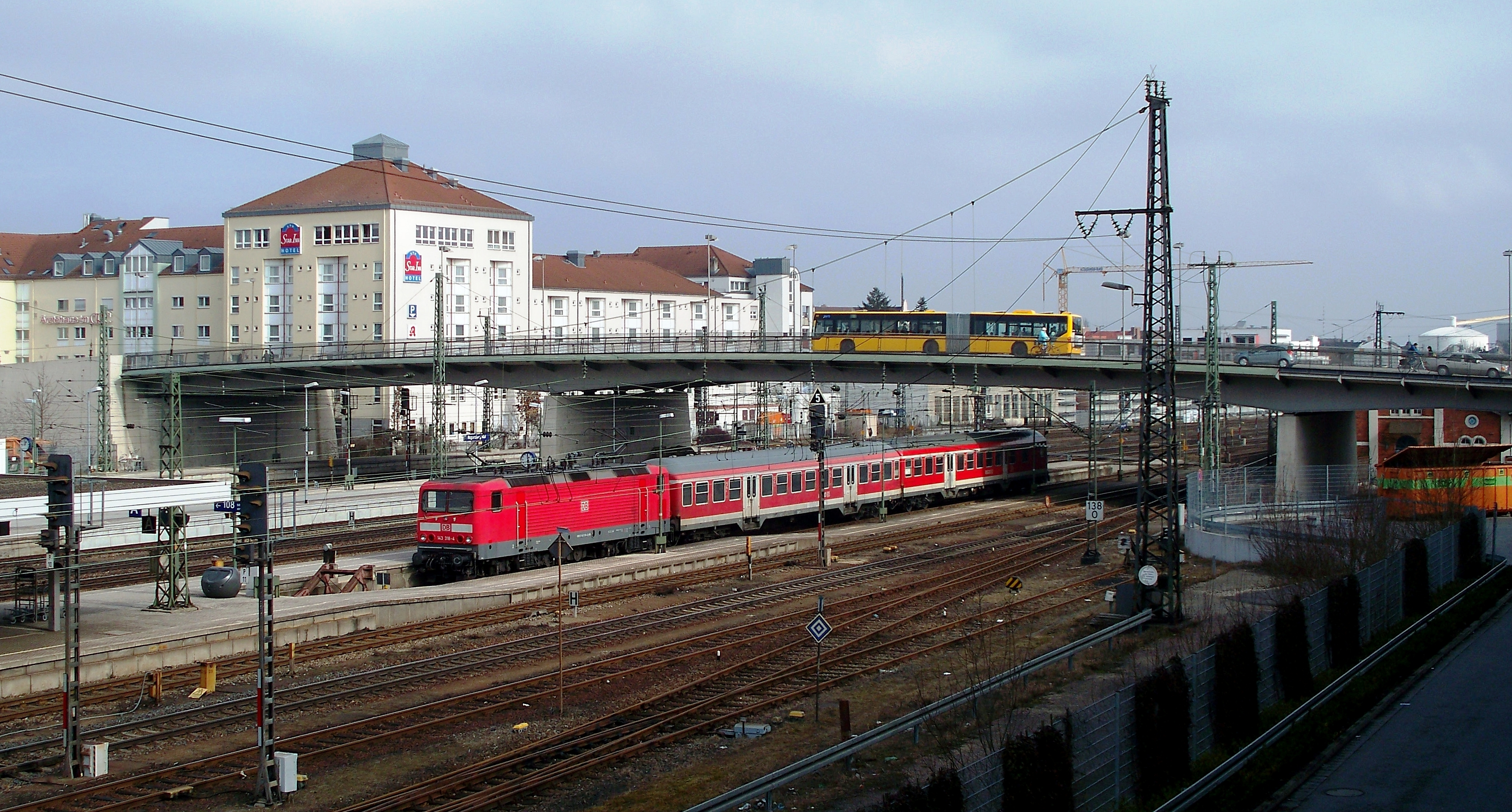
Az állomás vágányai feletti felüljáró
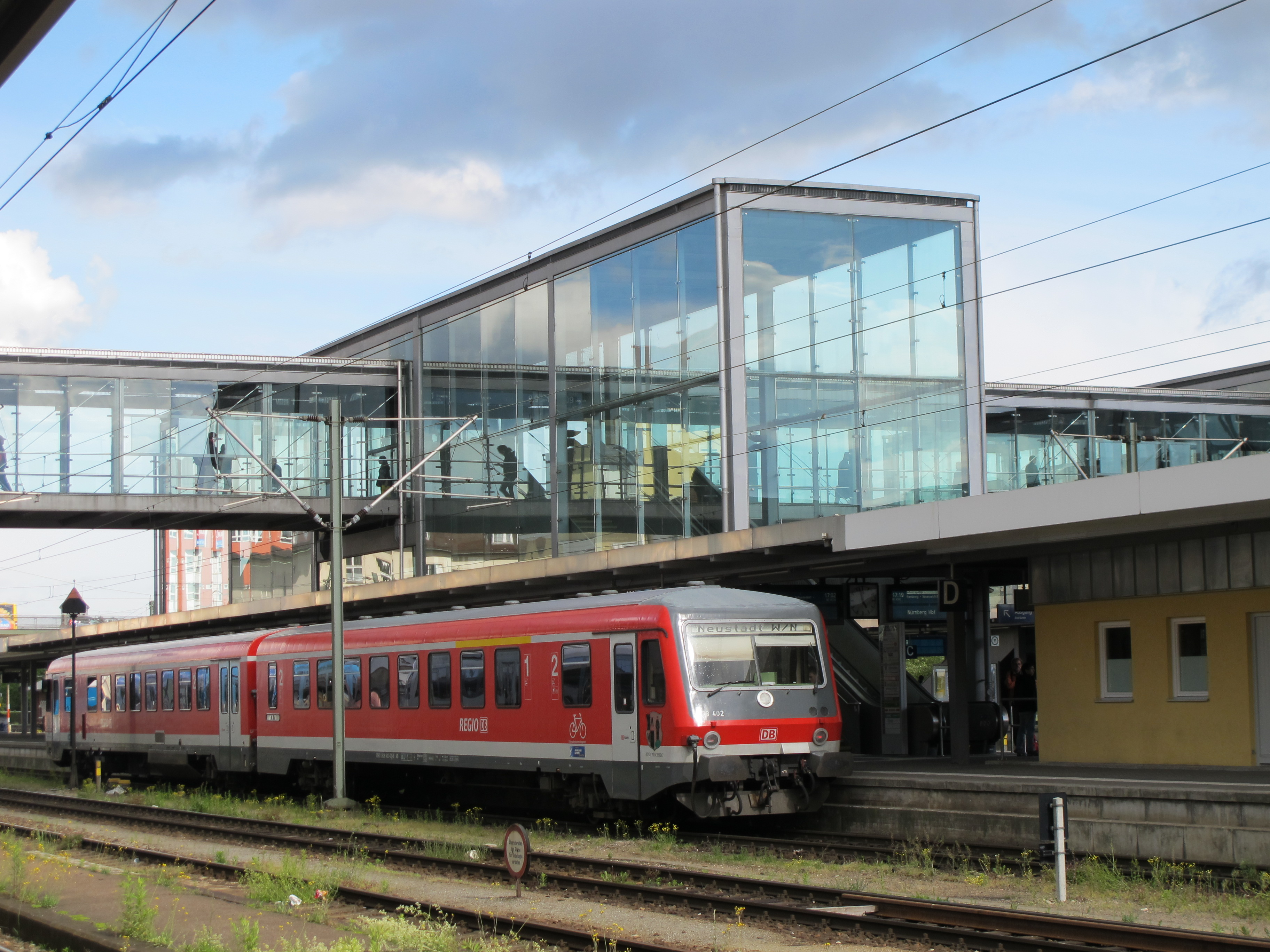
A gyalogos felüljáró, alatta egy regionális DB 628 sorozatú dízelmotorvonattal
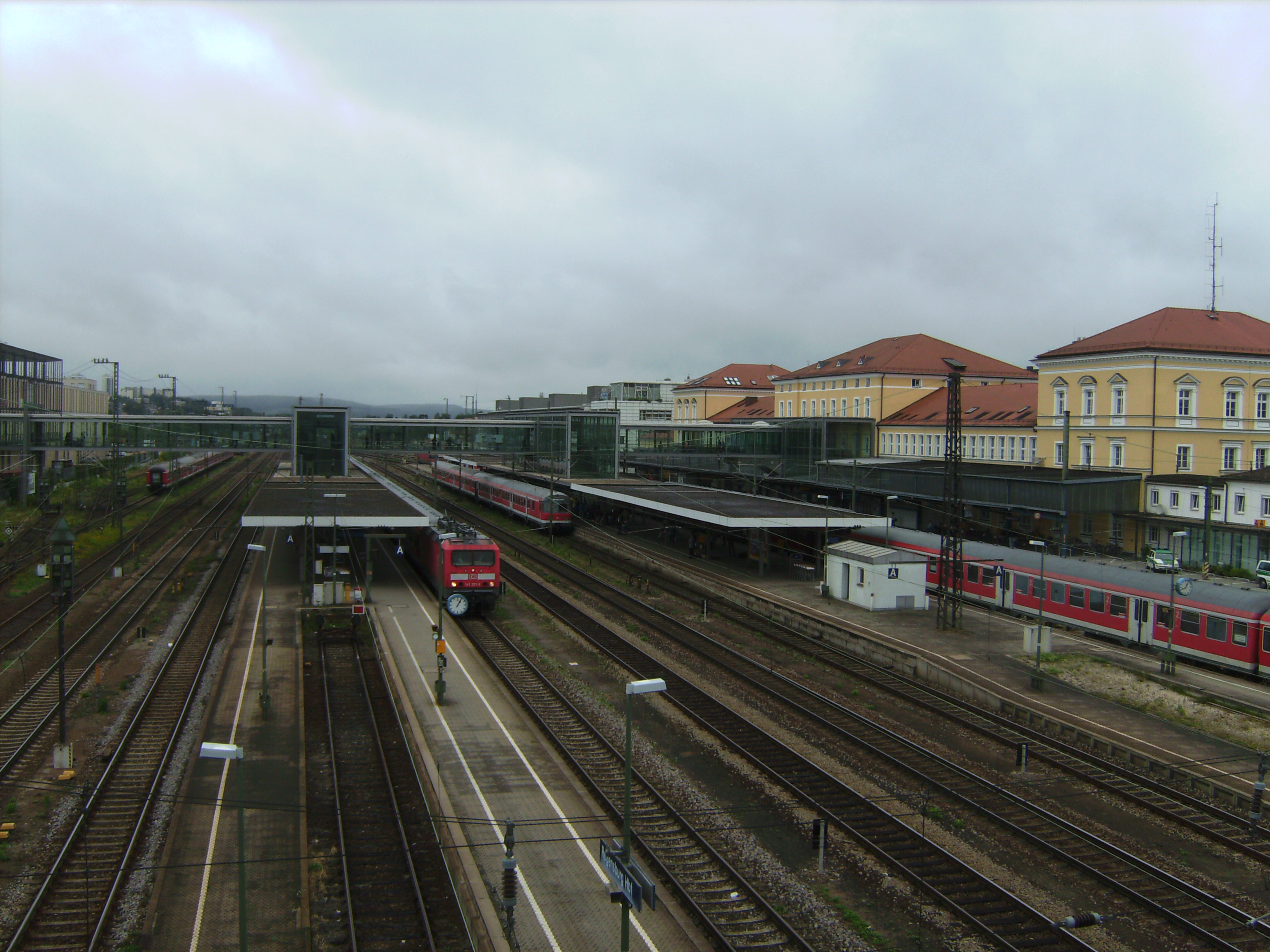
A peronok és a vágányok
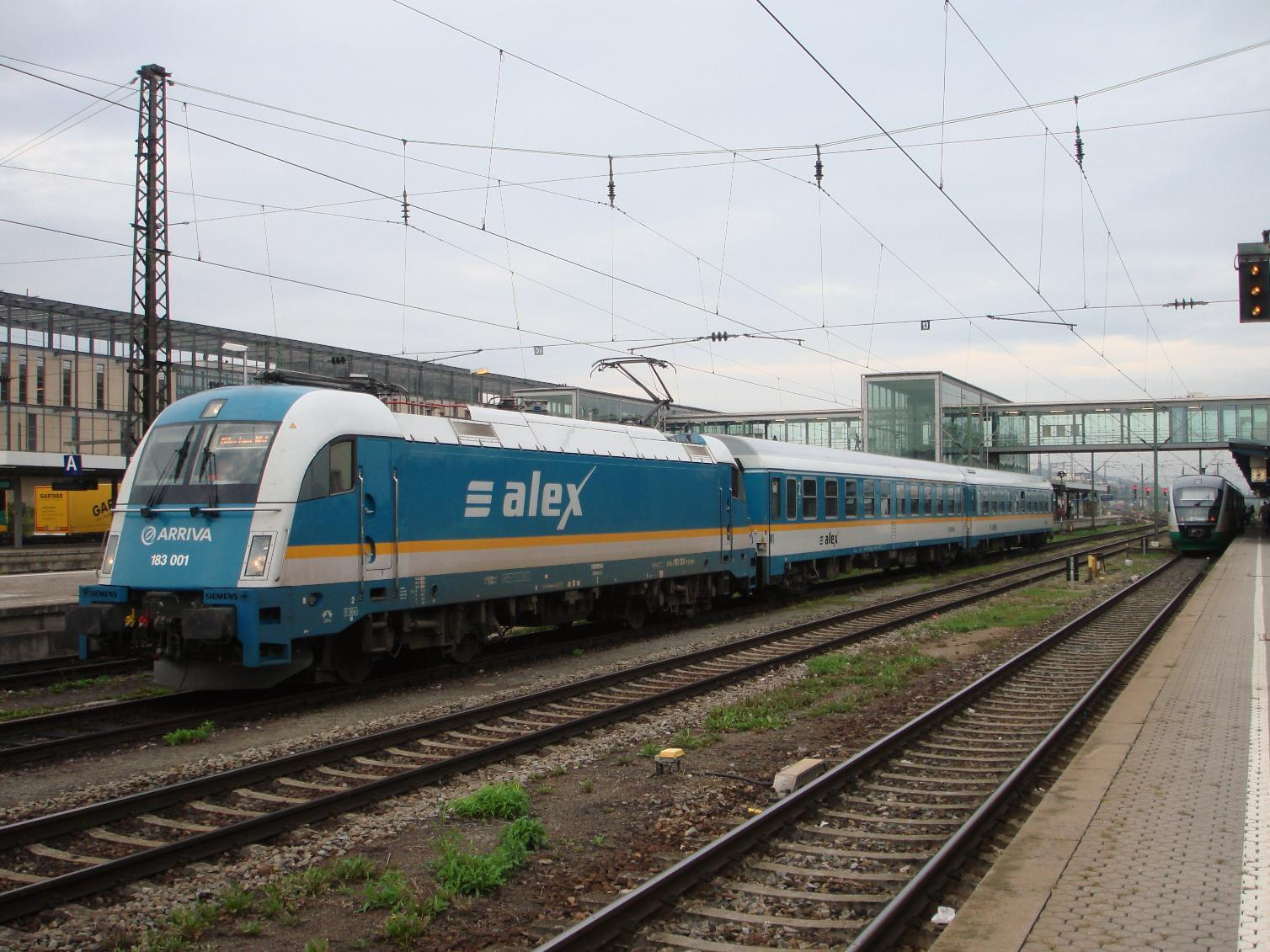
Az Arriva-Länderbahn-Express
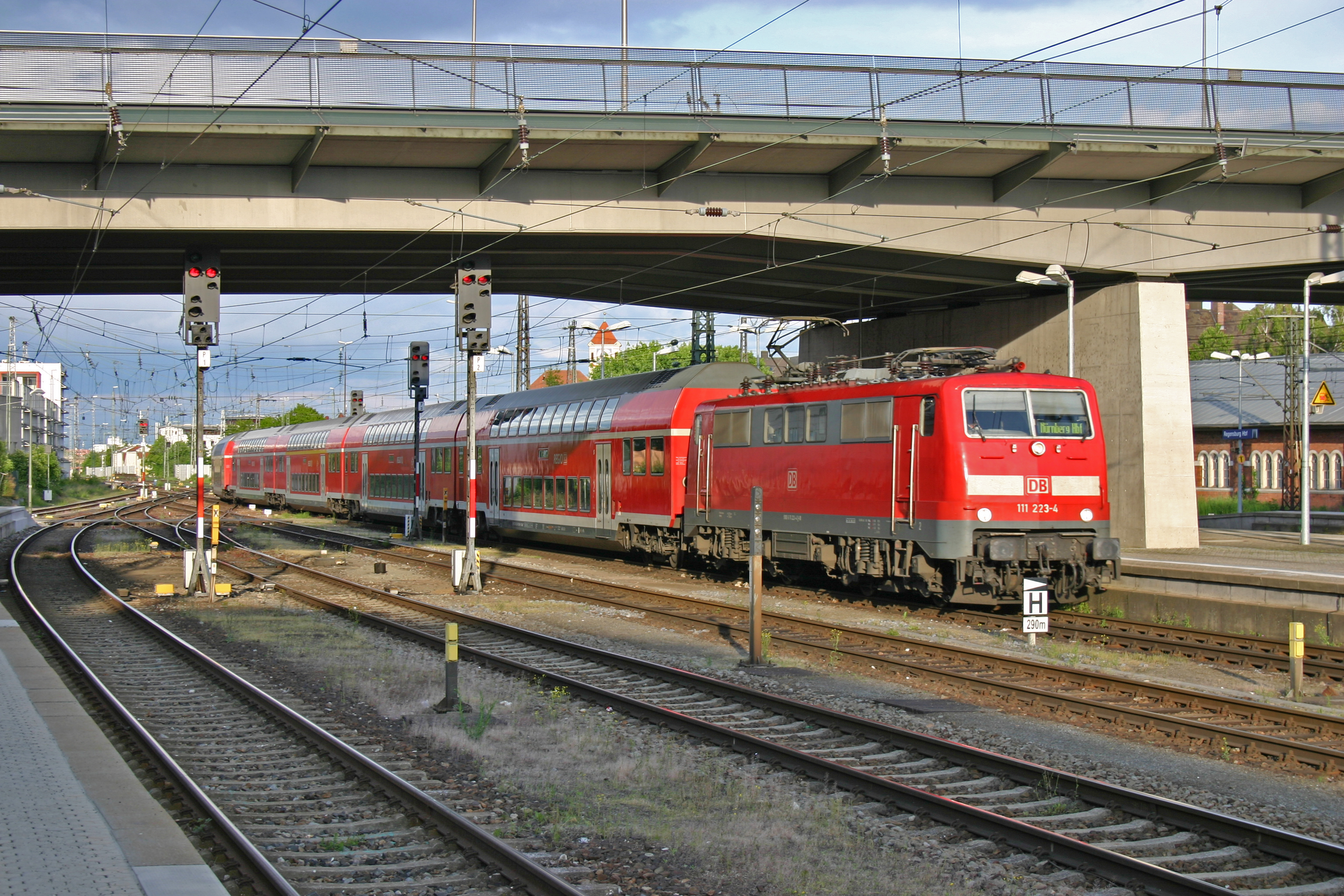
Emeletes regionális vonat egy DB 111 sorozatú villamos mozdonnyal
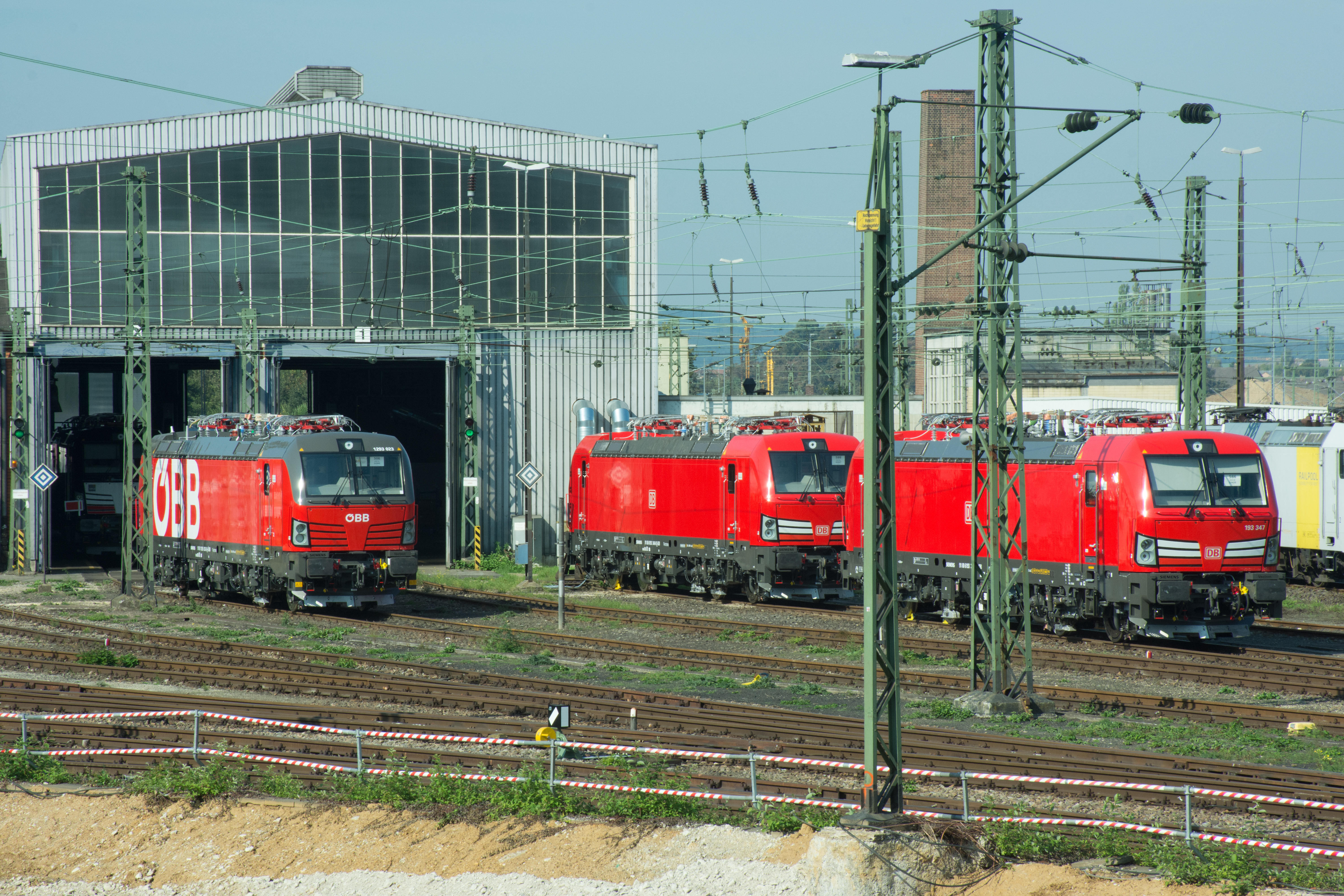
Siemens Vectronok az állomáson
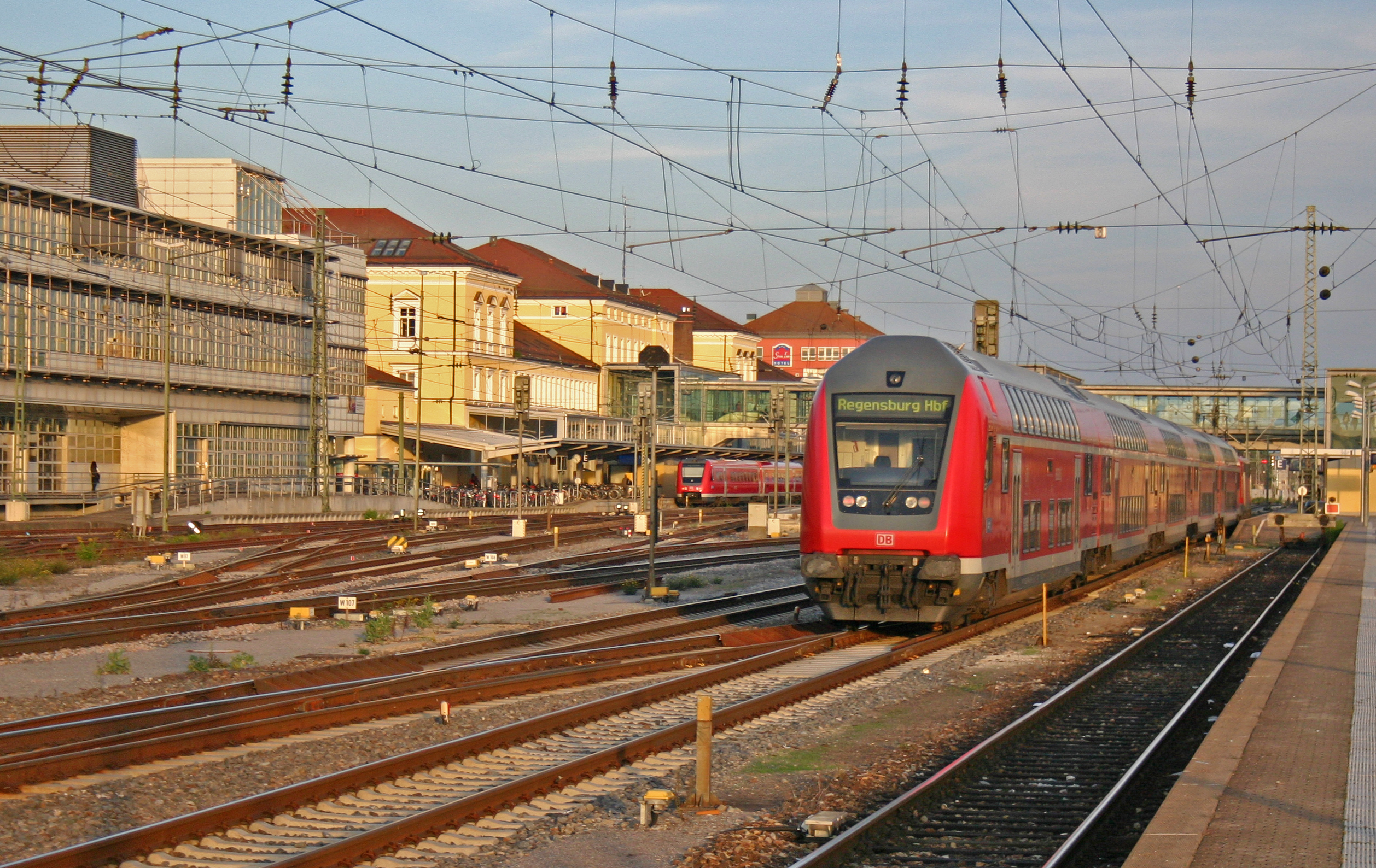